# آلفا رومیو (قایق بادبانی)
آلفا رومیو (قایق بادبانی) (به انگلیسی: Alfa Romeo (yacht)) یک کشتی است که طول آن ۳۰ متر (۹۸٫۴ فوت) می‌باشد. این کشتی در سال ۲۰۰۵ ساخته شد.